# Vladislava
Vladislava je ženské jméno slovanského původu. Jde o ženskou variantu křestního jména Vladislav, znamená slavná vládou nebo slavící vládu. Svátek slaví společně s tímto jménem dne 18. ledna.

## Domácké podoby
Mezi domácké podoby křestního jména Vladislava patří Vladěnka, Vlaďka, Vladěna, Vladička, Vladislavka, Vladuška, Vláďa nebo také Slávka, Slavuška apod.

## Obliba jména
Jméno Vladislava je mezi novorozenými dívkami v Česku poměrně vzácné. K roku 2016 činil průměrný věk nositelek 51 let. Nejvíce oblíbené bylo jméno od začátku 40. do konce 70. let 20. století, od roku 1973 začala prudce klesat. Nejvíce živých nositelek (199) se narodilo v roce 1973. Popularita již klesla natolik, že od roku 1996 se nenarodilo více než pět dívek s tímto jménem ročně. V některých letech se žádné nové nositelky nenarodily.
Následující tabulka vývoje počtu nositelek mezi lety 2010 až 2016 dokazuje, že počet žijících nositelek stále klesá, pokles je ovšem pouze mírný. Celkem během těchto sedmi let ubylo 3,31 % nositelek.
| Rok  | Počet nositelek | Změna oproti předchozímu roku |
| ---- | --------------- | ----------------------------- |
| 2010 | 4 928           | –                             |
| 2011 | 4 904           | −0,49 %                       |
| 2012 | 4 856           | −0,98 %                       |
| 2013 | 4 835           | −0,43 %                       |
| 2014 | 4 803           | −0,66 %                       |
| 2015 | 4 776           | −0,56 %                       |
| 2016 | 4 765           | −0,23 %                       |

## Významné osobnosti
- Vladislava Bělíková – česká etnografka a regionální historička
- Vladislava Đorđevićová – srbská herečka
- Vladislava Havránková – česká výtvarnice a pedagožka
- Vladislava Hujová – česká politička a ekonomka
- Vladislava Kuboušková – česká grafička, keramička a ilustrátorka
- Vladislava Kuřátková – česká malířka
- Władysława Markiewiczówna – polská hudební skladatelka
- Vladislava Růžičková – česká bioložka a vysokoškolská pedagožka